# Chuỗi nốt nhạc

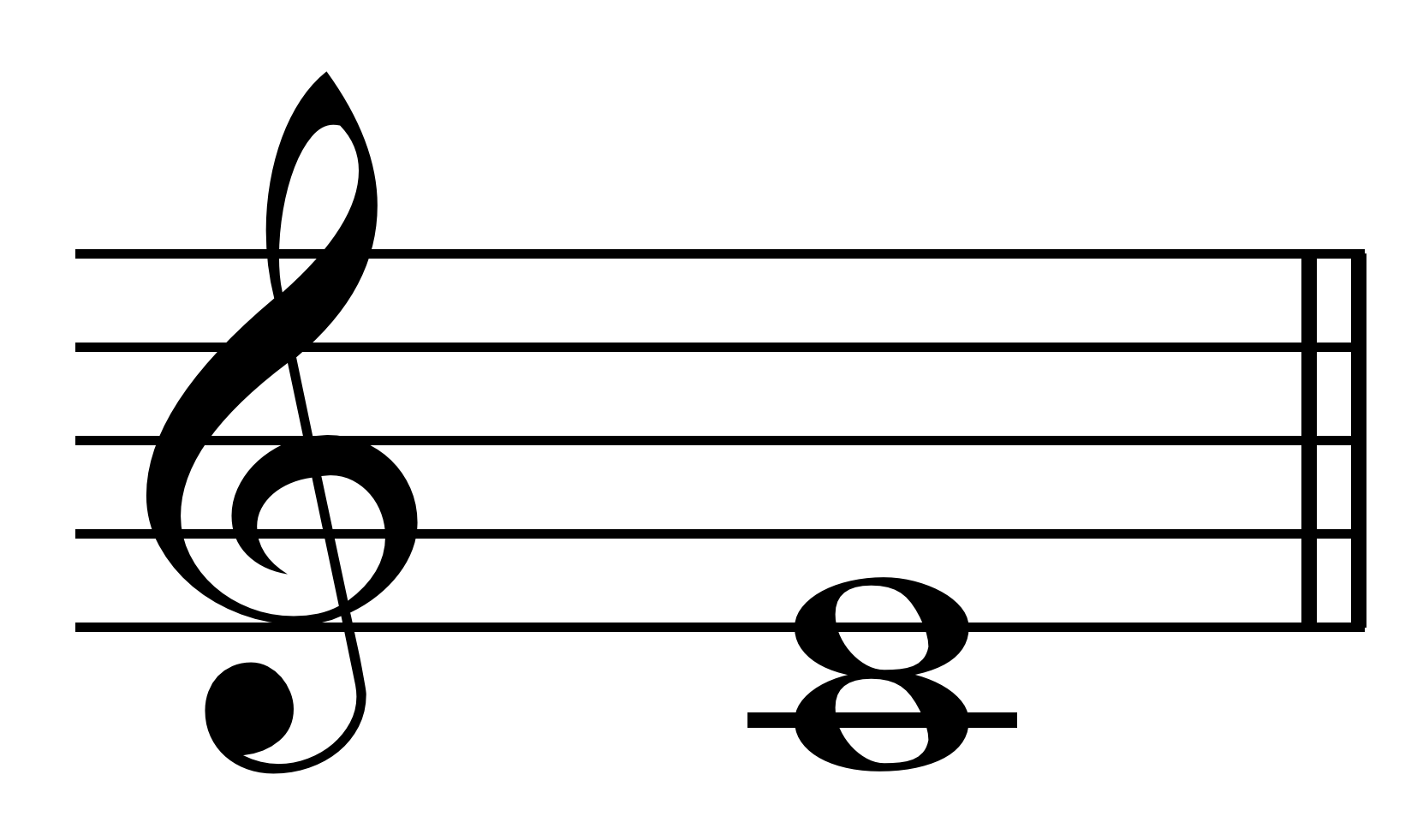
Quãng 3 trưởng trên nốt Đô..

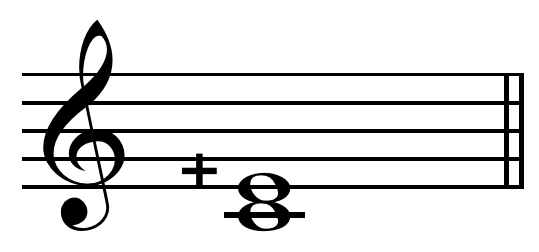
Quãng 3 trưởng Pytago trên nốt Đô..

Trong âm nhạc, thuật ngữ lên dây (hay afin) có thể được hiểu theo hai nghĩa chính:
- Lên dây (tuning): hành động điều chỉnh cao độ của một nhạc cụ hoặc giọng hát để đạt được các quãng âm chính xác.
- Hệ thống lên dây (tuning system): các hệ thống quy định cao độ cho từng nốt nhạc trong một thang âm, cùng với cơ sở lý thuyết của chúng.

## Thực hành lên dây
Lên dây là quá trình điều chỉnh cao độ của một hoặc nhiều nốt nhạc trên các nhạc cụ để thiết lập một quãng cụ thể giữa chúng. Việc lên dây thường dựa trên một cao độ tham chiếu quy ước, ví dụ như Nốt La trên Đô trung A440 (La = 440 Hz). Một nhạc cụ được cho là sai dây (out of tune) khi cao độ của nó bị non (quá thấp, giáng) hoặc già (quá cao, thăng) so với cao độ tham chiếu. Khi một nhạc cụ trong Dàn nhạc giao hưởng không khớp với cao độ tham chiếu A440 (hoặc bất kỳ nốt tham chiếu nào khác), nó được coi là "lạc điệu". Một số nhạc cụ có thể bị sai dây do hư hỏng hoặc sử dụng lâu ngày và cần được sửa chữa hoặc thay thế.
Các loại nhạc cụ khác nhau đòi hỏi các phương pháp lên dây khác nhau:
- Lên dây giọng hát theo một cao độ tham chiếu được gọi là "bắt tông" và là một kỹ năng cơ bản trong luyện cảm âm.
- Vặn các trục lên dây để tăng hoặc giảm độ căng của dây nhằm điều chỉnh cao độ. Các nhạc cụ như đàn hạc, piano hay đàn harpsichord cần một khóa lên dây chuyên dụng, trong khi các nhạc cụ khác như vĩ cầm có thể được điều chỉnh trực tiếp bằng tay.
- Thay đổi chiều dài hoặc độ rộng của ống trong các nhạc cụ hơi (họ kèn gỗ, kèn đồng), đàn ống, chuông và các nhạc cụ tương tự để điều chỉnh cao độ.

Âm thanh của một số nhạc cụ, như chũm chọe (cymbal), có tính chất phi hòa âm (inharmonic) – chúng tạo ra những cao độ phức tạp không phù hợp với các thang âm hòa thanh thông thường.
Việc lên dây thường được thực hiện bằng cách so sánh hai cao độ và điều chỉnh một trong hai cho đến khi chúng khớp nhau. Một âm thoa hoặc thiết bị lên dây điện tử có thể được dùng làm cao độ tham chiếu. Trong các buổi hòa nhạc, dương cầm thường được sử dụng làm chuẩn (vì cao độ của nó không thể thay đổi nhanh chóng). Dàn nhạc giao hưởng và các ban nhạc thính phòng thường lên dây theo nốt La (A) hoặc Si giáng (B♭) tùy thuộc vào loại nhạc cụ.
Hiện tượng phách (Interference beats) được sử dụng như một phương pháp khách quan để đo độ chính xác khi lên dây. Khi hai cao độ gần bằng nhau, chúng tạo ra các phách có tần số chậm. Khi lên dây theo kiểu đồng âm hoặc quãng tám, người chơi sẽ điều chỉnh cho đến khi tần số phách giảm về không (không còn nghe thấy phách nữa). Đối với các quãng khác, việc lên dây phụ thuộc vào hệ thống lên dây đang được sử dụng.
Bồi âm cũng có thể được dùng để hỗ trợ việc lên dây. Ví dụ, trên đàn cello, chạm nhẹ vào điểm chính giữa của dây La (dây có cao độ cao nhất) sẽ tạo ra một âm bồi có cao độ tương đương với việc chạm vào điểm 1/3 chiều dài của dây Rê (dây cao thứ hai). Kết quả hòa âm này giúp việc lên dây quãng 5 đúng (perfect fifth) trở nên dễ dàng và nhanh chóng hơn so với việc so sánh hai nốt cơ bản.

### Dây buông

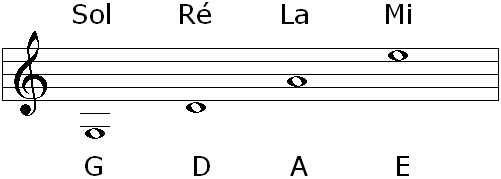
Các nốt của dây buông trên vĩ cầm.

Trong âm nhạc, thuật ngữ dây buông (open string) chỉ dây đàn được để rung tự do, không bị ngón tay bấm trên mặt phím.
Các dây buông của guitar thường được lên theo quãng 4 (ngoại trừ cặp dây Sol-Si là quãng 3), tương tự như guitar bass và contrabass. Các dây buông của vĩ cầm, viola và cello được lên theo quãng 5. Tuy nhiên, các cách lên dây không theo tiêu chuẩn (còn gọi là scordatura) cũng tồn tại nhằm thay đổi âm sắc của nhạc cụ hoặc phục vụ cho các kỹ thuật chơi đàn đặc biệt.
Để lên dây một nhạc cụ, người chơi thường lấy một nốt làm tham chiếu. Nốt này thường được phát ra từ một dây, sau đó các dây còn lại được điều chỉnh theo các quãng mong muốn so với dây đó. Trên đàn guitar, dây Mi trầm thường được dùng làm chuẩn. Từ dây này, các dây khác được lên bằng cách bấm vào phím thứ năm của dây đã chỉnh và so sánh với dây buông kế tiếp cao hơn. Quá trình này được lặp lại, ngoại trừ dây Sol cần bấm ở phím thứ tư để tạo ra nốt Si, so sánh với dây Si buông. Một phương pháp khác là lên từng dây riêng lẻ theo một cao độ tham chiếu cho mỗi dây.

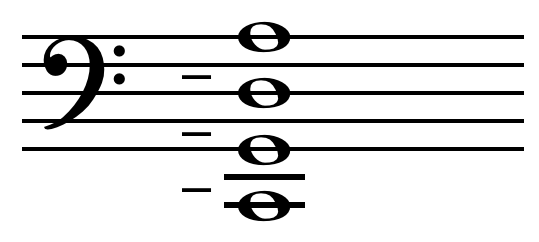
Các dây buông của đàn cello.

Cần lưu ý rằng trong khi guitar và các nhạc cụ có phím cố định thường được lên dây theo hệ thống quân bình (equal temperament), các nhạc cụ dây không phím như họ vĩ cầm thì không. Đàn vĩ cầm, viola và cello thường được lên dây với các quãng 5 đúng theo hệ thống Pytago (Pythagorean tuning), trong khi các Dàn nhạc giao hưởng có thể chơi theo kiểu dung hòa gần với hệ thống quân bình để hòa hợp với các nhạc cụ khác như piano. Ví dụ, đàn cello được lên dây từ nốt La 220 Hz, có các quãng 5 thấp hơn khoảng 2 cent so với quãng 5 trong hệ thống quân bình, làm cho dây thấp nhất của nó (dây Đô) thấp hơn khoảng 6 cent so với nốt Đô trong hệ thống quân bình.
Bảng dưới đây liệt kê các cách lên dây buông phổ biến cho một số nhạc cụ dây.
| Nhạc cụ                                                      | Cách lên dây                                                                                                  |
| ------------------------------------------------------------ | --- |
| Vĩ cầm, mandolin, banjo tenor Ireland                        | G, D, A, E |
| Viola, cello, banjo tenor, mandola, mandocello, tenor guitar | C, G, D, A |
| Contrabass, mando-bass, guitar bass*                         | (B*,) E, A, D, G, (C*)                                                                                        |
| Guitar                                                       | E, A, D, G, B, E                                                                                              |
| Ukulele                                                      | G, C, E, A (Dây G cao hơn dây C và E, và thấp hơn dây A hai bậc; được gọi là lên dây re-entrant)              |
| Banjo 5 dây                                                  | g, D, G, B, D (một cách lên dây phổ biến, với dây thứ 5 ngắn được lên cao hơn một quãng tám so với dây thứ 3) |
| Cavaquinho                                                   | D, G, B, D (lên dây tiêu chuẩn của Brazil)                                                                    |

### Các cách lên dây thay thế
Kỹ thuật lên dây thay thế (scordatura) cho vĩ cầm đã được các nhà soạn nhạc người Đức và Ý thế kỷ 17 và 18 áp dụng, tiêu biểu là Biagio Marini, Antonio Vivaldi, Heinrich Ignaz Franz Biber (trong bộ Rosary Sonatas có nhiều thay đổi phức tạp, bao gồm cả việc bắt chéo hai dây giữa), Johann Pachelbel và Johann Sebastian Bach. Tác phẩm Suite cho Cello không người đệm số 5 của Bach yêu cầu hạ dây La xuống thành dây Sol. Trong tác phẩm Sinfonia Concertante cung Mi giáng trưởng (K.364) của Mozart, tất cả các dây của đàn viola được nâng lên nửa cung, được cho là để làm cho âm thanh của nhạc cụ sáng hơn, tránh bị tiếng vĩ cầm lấn át.
Scordatura cho vĩ cầm cũng được sử dụng trong các tác phẩm thế kỷ 19 và 20 của Niccolò Paganini, Robert Schumann, Camille Saint-Saëns và Béla Bartók. Trong tác phẩm Danse Macabre của Saint-Saëns, dây cao nhất của vĩ cầm được hạ xuống Mi giáng (E♭) để nốt chủ âm của tác phẩm có thể vang lên mạnh mẽ trên một dây buông. Trong tác phẩm Contrasts của Bartók, vĩ cầm được lên dây thành G♯–D–A–E♭ để dễ dàng chơi các quãng ba tăng trên dây buông.
Các nghệ sĩ vĩ cầm nhạc đồng quê Mỹ ở vùng Appalachia và Ozark thường xuyên sử dụng các cách lên dây khác nhau cho các bản nhạc dance và ballad. Một cách lên dây phổ biến là A–E–A–E. Tương tự, các nghệ sĩ banjo trong truyền thống này cũng dùng nhiều cách lên dây khác nhau để chơi các giai điệu ở nhiều âm giai khác nhau. Một cách lên dây phổ biến khác cho guitar trong nhạc dân gian là D–A–D–G–A–D, rất thông dụng trong âm nhạc Ireland.
Một nhạc cụ được lên dây với cao độ thấp hơn tiêu chuẩn được gọi là hạ tông (down-tuned). Kỹ thuật này thường thấy ở guitar điện và bass điện trong nhạc rock hiện đại, trong đó một hoặc nhiều dây được chỉnh thấp hơn cao độ chuẩn. Không nên nhầm lẫn điều này với việc thay đổi cao độ bằng điện tử, một kỹ thuật được gọi là dịch chuyển cao độ (pitch shifting).

### Lên dây nhạc cụ gõ
Nhiều nhạc cụ gõ cũng được người chơi lên dây, bao gồm cả các nhạc cụ gõ định âm như trống định âm (timpani) và trống tabla, lẫn các nhạc cụ gõ không định âm như trống lẫy (snare drum).
Việc lên dây các nhạc cụ gõ định âm nhằm tạo ra các cao độ cụ thể, trong khi việc lên dây các nhạc cụ không định âm không nhằm mục đích này. Vì một số lý do, các thuật ngữ "nhạc cụ gõ định âm" và "nhạc cụ gõ không định âm" đang dần ít được sử dụng trong ngành nhạc cụ học (organology).

## Hệ thống lên dây (Tuning System)
Một hệ thống lên dây là hệ thống dùng để xác định các cao độ được sử dụng khi chơi nhạc. Nói cách khác, đó là sự lựa chọn về số lượng và khoảng cách tần số giữa các nốt.
Do sự tương tác giữa các âm và âm sắc trong lĩnh vực âm học tâm lý (psychoacoustic), sự kết hợp giữa các âm nghe sẽ "đúng" hoặc "sai" tùy thuộc vào âm sắc của chúng. Ví dụ, khi sử dụng âm sắc có các bồi âm hòa âm:
- Một âm có tần số gấp đôi một âm khác (tỷ lệ 2:1) tạo thành một quãng tám.
- Một âm có tần số gấp ba lần một âm khác (tỷ lệ 3:1) tạo ra một quãng 5 đúng (tỷ lệ 3:2) sau khi được hạ xuống một quãng tám.

Nhiều quãng phức tạp hơn có thể được tạo ra từ các mối quan hệ tỷ lệ số nguyên đơn giản khác.
Việc tạo ra các hệ thống lên dây trở nên phức tạp vì các nhạc sĩ muốn sử dụng nhiều hơn một vài nốt nhạc. Khi số lượng nốt tăng lên, những mâu thuẫn trong việc kết hợp các quãng cũng xuất hiện. Tìm kiếm một hệ thống lên dây phù hợp đã trở thành một vấn đề gây tranh cãi và dẫn đến sự ra đời của nhiều hệ thống lên dây khác nhau trên khắp thế giới. Mỗi hệ thống đều có những đặc điểm, ưu điểm và nhược điểm riêng.

### Lý thuyết so sánh
Có nhiều kỹ thuật cho lý thuyết so sánh về các hệ thống lên dây, thường sử dụng các công cụ toán học từ đại số tuyến tính, tô pô và lý thuyết nhóm.

### Các hệ thống cho thang âm 12 nốt

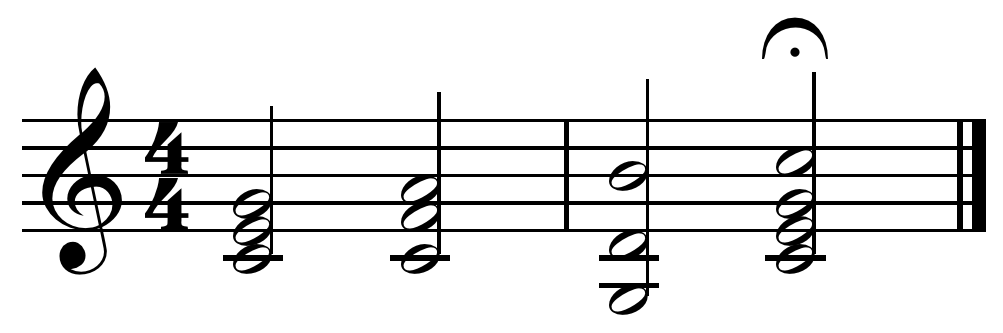
So sánh các hệ thống lên dây

Không thể lên dây một thang âm 12 nốt để tất cả các quãng đều hoàn toàn "đúng" (dựa trên tỷ lệ số nguyên đơn giản). Ví dụ, nếu xếp chồng 3 quãng 3 trưởng đúng (tỷ lệ 5:4) lên nhau, ta sẽ được một nốt có tỷ lệ 125/64, cao hơn một quãng tám (128/64) khoảng 41 cent (gần một phần tư cung). Do đó, không thể có cả quãng tám và quãng 3 trưởng hoàn toàn đúng trong cùng một hệ thống 12 nốt cố định. Một vấn đề tương tự cũng xảy ra với quãng 5 đúng (3/2), quãng 3 thứ (6/5) và bất kỳ quãng nào khác dựa trên chuỗi bồi âm tự nhiên.
Nhiều phương pháp dung hòa đã được phát triển để giải quyết vấn đề này, mỗi phương pháp đều có những đặc điểm, ưu và nhược điểm riêng.
Một số phương pháp chính bao gồm:
- Hệ thống âm giai tự nhiên (Just intonation):

Trong hệ thống âm giai tự nhiên, tần số của các nốt trong thang âm có mối quan hệ tỷ lệ số nguyên đơn giản với một nốt gốc. Một ví dụ phổ biến là các tỷ lệ 1:1, 9:8, 5:4, 4:3, 3:2, 5:3, 15:8, 2:1 để xác định 7 nốt trong âm giai Đô trưởng. Mặc dù nhiều quãng trong hệ thống này là hoàn toàn đúng, một số quãng khác lại bị sai lệch. Ví dụ, quãng từ Rê đến La (từ 5:3 đến 9:8) là 40/27 thay vì 3/2 như mong đợi. Vấn đề này có thể được giải quyết phần nào bằng cách sử dụng các cao độ khác nhau cho cùng một tên nốt. Tuy nhiên, điều này chỉ là giải pháp tạm thời. Ví dụ, nếu một người chơi chuỗi nốt C–G–D–A–E–C theo hệ thống tự nhiên sử dụng các quãng 3/2, 3/4 và 5/4, thì nốt Đô cuối cùng sẽ cao hơn nốt Đô ban đầu một khoảng gọi là dấu phẩy syntonic (syntonic comma) có tỷ lệ 81/80. Hiện tượng này được gọi là "bơm phẩy" (comma pump), khiến cao độ liên tục tăng lên. Điều này cho thấy không thể có một hệ thống cao độ cố định nào nếu muốn xếp chồng các quãng đúng lên nhau.
- Hệ thống Pytago (Pythagorean tuning):

Hệ thống Pytago là một dạng của hệ thống âm giai tự nhiên, trong đó tỷ lệ tần số của các nốt được xây dựng từ tỷ lệ 3:2 (quãng 5 đúng). Ví dụ, 12 nốt trong thang âm chromatic được lên dây theo các tỷ lệ sau: 1:1, 256:243, 9:8, 32:27, 81:64, 4:3, 729:512, 3:2, 128:81, 27:16, 16:9, 243:128, 2:1. Hệ thống này còn được gọi là "giới hạn-3" vì chỉ sử dụng các số nguyên tố 2 và 3. Hệ thống Pytago đóng vai trò quan trọng trong sự phát triển âm nhạc phương Tây thời Trung cổ và Phục hưng. Giống như các hệ thống âm giai tự nhiên khác, nó có một quãng sai (wolf interval). Trong ví dụ trên, đó là quãng giữa F♯ (729:512) và D♭ (256:243 được nâng lên một quãng tám). Các quãng 3 trưởng và thứ cũng không đúng, nhưng vào thời kỳ hệ thống này phổ biến, quãng 3 được coi là không hòa hợp nên điều này không phải là một vấn đề lớn.
- Hệ thống trung cung (Meantone temperament):

Đây là một hệ thống lên dây dung hòa các quãng bằng cách làm cho một số quãng hơi sai lệch để cải thiện các quãng khác. Dạng phổ biến nhất là trung cung ¼ phẩy (quarter-comma meantone), một hệ thống điều chỉnh để các quãng 3 trưởng hoàn toàn đúng (tỷ lệ 5:4) và chia chúng thành hai cung bằng nhau. Điều này đạt được bằng cách làm hẹp các quãng 5 trong hệ thống Pytago (bằng ¼ của một dấu phẩy syntonic). Các biến thể khác như trung cung ⅓ phẩy và ⅔ phẩy cũng tồn tại.
- Hệ thống âm giai không đều (Well temperament):

Bất kỳ hệ thống nào có các quãng với tỷ lệ không bằng nhau nhưng vẫn gần với tỷ lệ trong hệ thống tự nhiên. Khác với hệ thống trung cung, sự sai lệch của các quãng phụ thuộc vào hợp âm đang được chơi. Ví dụ, quãng Đô–Mi có thể gần với tỷ lệ 5:4 hơn quãng Rê♭–Pha. Do đó, hệ thống này không có quãng sai và mỗi giọng điệu (key) có một "màu sắc" riêng biệt.
- Hệ thống quân bình (Equal temperament):

Hệ thống quân bình 12 nốt tiêu chuẩn là một trường hợp đặc biệt của hệ thống lên dây, trong đó quãng tám được chia thành 12 nửa cung bằng nhau về mặt logarit (mỗi nửa cung là 100 cent). Đây là hệ thống lên dây phổ biến nhất trong âm nhạc phương Tây hiện đại và là tiêu chuẩn cho việc lên dây piano. Trong hệ thống này, tỷ lệ tần số giữa hai nốt liền kề là 12√2 (khoảng 1.059463). Tuy nhiên, các cách chia quãng tám khác cũng tồn tại, chẳng hạn như hệ thống 19, 31 và 53 nốt chia đều, được một số nhà lý thuyết quan tâm vì chúng tạo ra các quãng gần với hệ thống tự nhiên hơn.
- Âm sắc hài hòa (Harmonic timbres):

Các thành phần bồi âm của một âm sắc có thể được điều chỉnh để mỗi bồi âm hòa hợp với một nốt trong một thang âm cụ thể. Sự hòa hợp giữa âm sắc và thang âm là một yếu tố quan trọng quyết định cảm nhận về sự hòa âm. Sử dụng âm sắc được điều chỉnh hài hòa, người ta có thể đạt được mức độ hòa âm cao ngay cả trong các hệ thống lên dây dung hòa. Kỹ thuật này là một phần của khái niệm âm điệu động (dynamic tonality).
Các hệ thống lên dây không được tạo ra chỉ từ các quãng đúng hoàn toàn thường được gọi chung là các hệ thống dung hòa (temperaments).

### Các hệ thống thang âm khác
- Thang âm bồi âm tự nhiên (Natural overtone scale), một thang âm bắt nguồn từ chuỗi bồi âm.
- Slendro, một thang âm ngũ cung được sử dụng trong âm nhạc Indonesia.
- Pelog, một thang âm gamelan quan trọng khác.
- Thang âm 43 nốt, được tạo ra bởi nhà soạn nhạc người Mỹ Harry Partch.
- Thang âm Bohlen–Pierce
- Các thang âm Alpha, Beta, Delta và Gamma của Wendy Carlos.
- Thang âm một phần tư cung (Quarter tone scale).
- Thirteenth Sound
- Hệ thống 19 nốt quân bình
- Hệ thống 22 nốt quân bình
- Hệ thống 31 nốt quân bình
- Hệ thống 53 nốt quân bình
- Schismatic temperament
- Miracle temperament
- Hexany